# Jakub Stalica
Jakub Stalica (ur. 15 maja 1931 w Hucisku, zm. 7 grudnia 1978 w Sanoku) – polski działacz komunistyczny.

## Życiorys

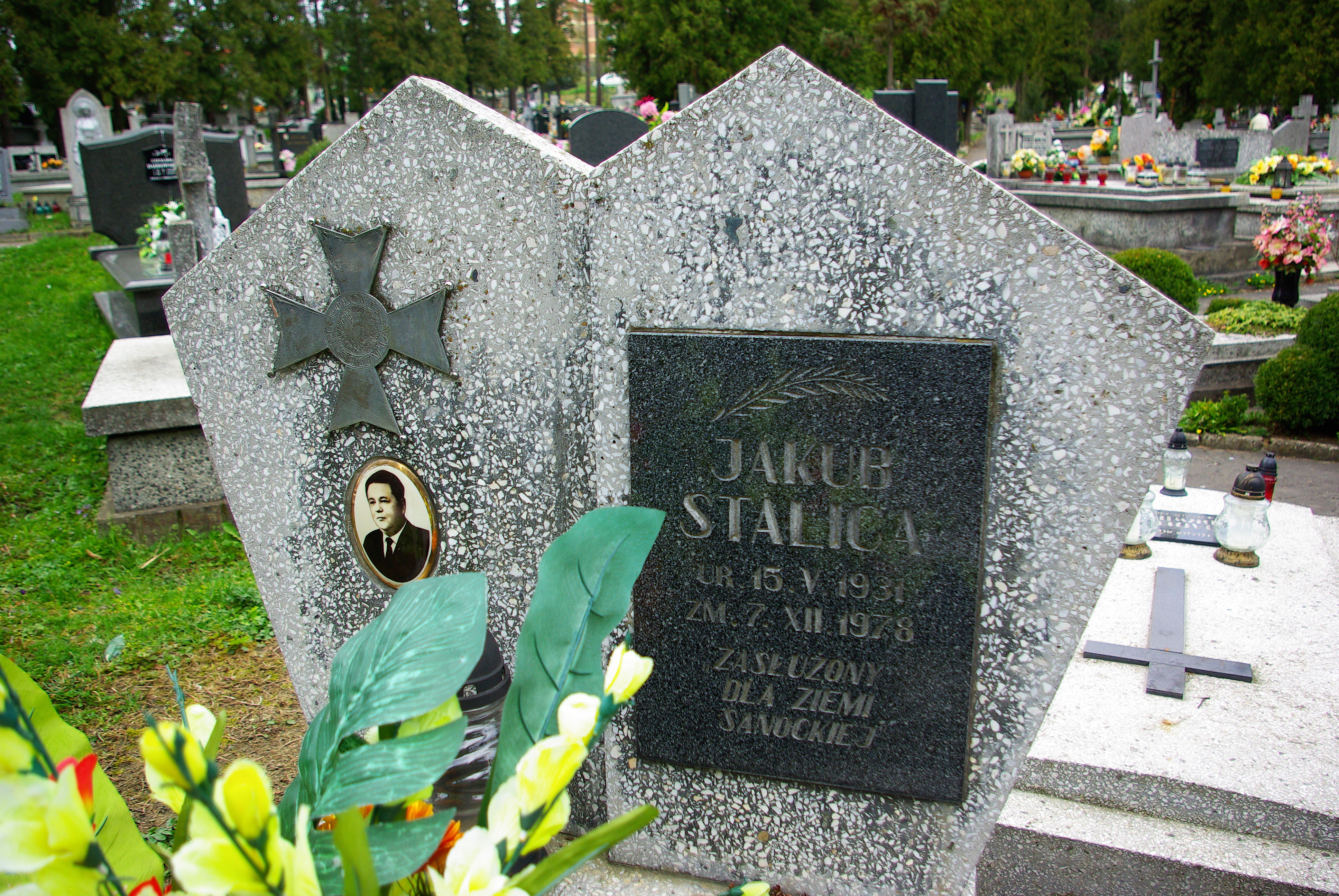
Grób Jakuba Stalicy

Urodził się 15 maja 1931 w Hucisku jako syn Józefa i Marii w rodzinie chłopskiej. Działał w komunistycznym ruchu młodzieżowym: od 1947 w Związku Walki Młodych, od 1948 w Związku Młodzieży Polskiej. Od 1950 do 1951 był słuchaczem Szkoły Organizacyjnej ZMP w Krakowie, od 1954 do 1955 był przewodniczącym Zarządu Powiatowego ZMP w Nisku, a od 1955 do 1956 przewodniczącym ZP ZMP w Sanoku. Od 1957 do 1960 należał do Związku Młodzieży Socjalistycznej. Był przewodniczącym Zarządu i Komitetu Powiatowego ZMS w Sanoku. 
Od sierpnia 1953 był kandydatem, a w 1954 został członkiem i aktywistą PZPR. Był słuchaczem 6-tygodniowego kursu przy Komitecie Centralnym PZPR w Warszawie oraz został absolwentem kształcenia w Międzywojewódzkiej Szkole Partyjnej. Od czerwca 1958 do listopada 1965 był członkiem i członkiem Egzekutywy Komitetu Powiatowego PZPR w Sanoku, od 27 lutego 1960 członkiem Komitetu Młodzieżowego KP PZPR w Sanoku, od 11 maja 1960 do 1972 był sekretarzem ds. propagandy KP PZPR w Sanoku, a do listopada 1965 był też sekretarzem ds. organizacyjnych KP PZPR w Sanoku. Od 1 listopada 1965 do listopada 1972 był sekretarzem ds. organizacyjnych Komitetu Powiatowego PZPR w Tarnobrzegu. Od 24 listopada 1972 do 7 sierpnia 1974 był członkiem, członkiem Egzekutywy oraz I sekretarzem Komitetu Powiatowego PZPR w Brzozowie. W 1974 został zastępcą dyrektora Bieszczadzkich Zakładów Przemysłu Drzewnego w Rzepedzi.
Zmarł 7 grudnia 1978 w szpitalu w Sanoku. W dniach 9 i 10 grudnia 1978 trumna z jego zwłokami była wystawiona w sali narad BZPD w Rzepedzi. Został pochowany w alei zasłużonych na nowym cmentarzu przy ul. Matejki w Sanoku 10 grudnia 1978.

## Odznaczenia
- Krzyż Kawalerski Orderu Odrodzenia Polski[1][2].
- Złoty Krzyż Zasługi[1][2].
- Srebrny Krzyż Zasługi[1][2].
- Brązowy Krzyż Zasługi (1955)[10][1].
- Srebrne Odznaczenie im. Janka Krasickiego[1][2].
- Brązowe Odznaczenie im. Janka Krasickiego[1].
- Odznaka „Zasłużony dla województwa rzeszowskiego”[1].
- Odznaczenia regionalne[2].